# LAG 1 bis 5
Als LAG 1 bis 5 wurden die fünf weitgehend ähnlichen Elektrolokomotiven der Lokalbahn Aktien-Gesellschaft (LAG) bezeichnet. Nach der Verstaatlichung der LAG am 1. August 1938 bezeichnete die Deutsche Reichsbahn (DR) die Lokomotiven als E 69 01–05.

## Gemeinsamkeiten
Alle fünf Lokomotiven wurden von der LAG beschafft und auf der Ammergaubahn von Murnau nach Oberammergau eingesetzt. Diese Strecke wurde 1904 zuerst mit Einphasenwechselstrom von 5,5 kV bei einer Frequenz von 16 Hz elektrifiziert. Der Betrieb wurde mit vier elektrischen Triebwagen aufgenommen. Später erfolgte jedoch wegen der einfacheren Umformung aus dem öffentlichen 50-Hz-Netz eine Umstellung auf 5 kV bei 16 ⅔ Hz. Bei der Übernahme 1938 reihte die DR alle Lokomotiven als Baureihe E 69 in ihr Nummernsystem ein; bei der LAG hatten die Loks sowohl Nummern als auch weibliche Vornamen. Die Deutsche Bundesbahn (DB) stellte die Strecke 1954/55 auf ihr Bahnstromsystem mit 15 kV und 16 ⅔ Hz um, was einen größeren Umbau der Maschinen nötig machte.

## Lok 1 „Katharina“ (E 69 01)
Im Jahr 1905 beschaffte die LAG für 30.000 Mark eine Elektrolokomotive, damit für den Güterzugdienst nicht mehr eine extra Dampflokomotive vorgehalten werden musste. Der Fahrzeugteil stammte von der Maschinenfabrik Katharinahütte in Rohrbach (Saar) (heute Rohrbach), die elektrische Ausrüstung von den Siemens-Schuckertwerken (SSW). Diese erste Einphasenwechselstrom-Lokomotive in Deutschland wurde durch zwei Motoren in Tatzlageranordnung angetrieben. Das Äußere entsprach durch das mittig angeordnete, allseits geschlossene Führerhaus (ein Komfort, auf den die Personale von Dampflokomotiven noch lange warten mussten) mit dem Stromabnehmer auf dem Dach und zwei flachen, nach vorne bzw. hinten abgeschrägten Vorbauten dem Bild der späteren Rangierlokomotiven. Der Stromabnehmer mit seinen zwei lyraförmigen Bügeln wurde durch Federkraft aufgerichtet und mit einem Seilzug eingezogen. 1935 erfolgten in der Werkstatt der LAG eine umfangreiche Überholung und einige Umbauten. Die DR stattete die Maschine mit einem Einheitsstromabnehmer aus. Bis 1954 hatte das Fahrzeug rund 1,5 Millionen Kilometer zurückgelegt. Bei der Umstellung der Strecke auf 15 kV bei 16 ⅔ Hz hätte die Maschine umgebaut werden müssen, was bei der schon fast 50 Jahre alten Lok unwirtschaftlich erschien. So wurde die E 69 01 am 25. November 1954 ausgemustert.
Nach der Ausmusterung kam die Lok in das DB-Ausbesserungswerk München-Freimann, wo sie, einschließlich des Originalstromabnehmers, in den Zustand der LAG-Zeit zurück versetzt wurde. Viele Jahre stand sie gut gepflegt als Denkmal in den Grünanlagen des Werkes. Seit Mai 1985 war sie als erste deutsche Einphasenwechselstromlokomotive im Deutschen Museum in München ausgestellt. Seit 2006 steht sie mit anderen aus Platzmangel verlegten Lokomotiven im Museum Lokwelt Freilassing in Freilassing.

## Lok 2 und 3 „Pauline“ und „Hermine“ (E 69 02–03)

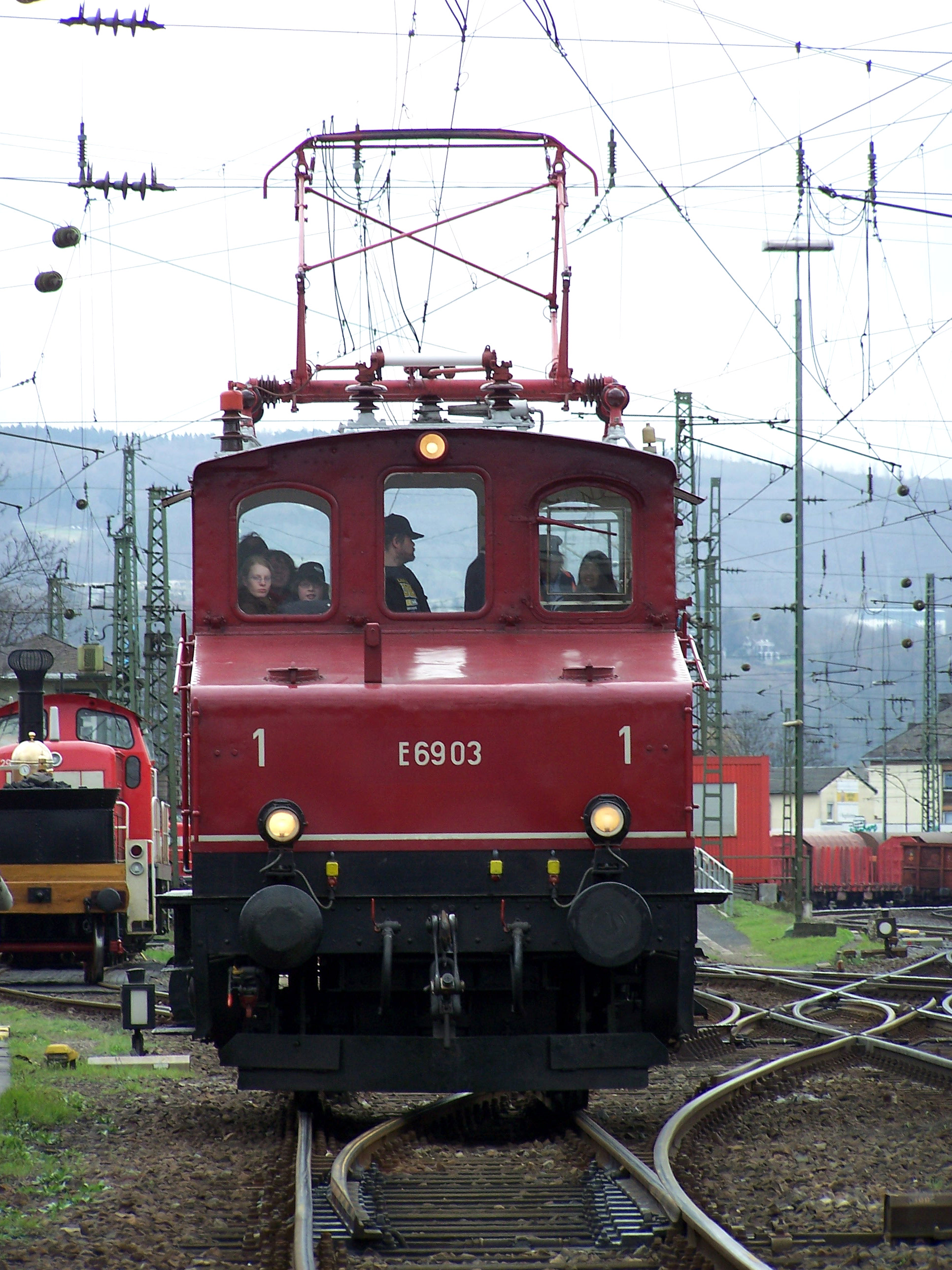
Vorderansicht der E 69 03

Als das Verkehrsaufkommen auf der Strecke immer weiter zunahm und insbesondere im Hinblick auf die Oberammergauer Passionsspiele 1910, mussten weitere Lokomotiven für den Einsatz vor Personenzügen beschafft werden. Die LAG 2 wurde im August 1909 in Dienst gestellt, Lieferfirmen waren Krauss und SSW. Äußerlich war sie der LAG 1 sehr ähnlich und sie hatte auch den gleichen Stromabnehmer, lediglich die Vorbauten waren etwas höher, um die wesentlich stärkeren Motoren unterzubringen.
Bereits drei Jahre danach, 1912, wurde von denselben Lieferanten die LAG 3 geliefert, die ein nahezu identischer Nachbau ihrer Vorgängerin war. Von der LAG 2 unterscheidet sie sich lediglich in Details.
Bei einem Umbau in der LAG-Werkstatt in Murnau wurde 1938 in Zusammenarbeit mit BBC nahezu die gesamte elektrische Ausrüstung der LAG 2 erneuert. Dabei wurde auch eine BBC-Sicherheitsfahrschaltung eingebaut. Die gleiche Behandlung erfuhr nach der Übernahme durch die DR die E 69 03 im RAW München-Freimann im Jahr 1940.
Beide Maschinen erhielten 1949 Fahrmotoren von ausgemusterten elektrischen Triebwagen der Baureihe ET 31. Die Umstellung der Strecke auf die Fahrdrahtspannung von 15 kV mit 16 ⅔ Hz machte einen erneuten Umbau erforderlich, der wieder im AW München-Freimann durchgeführt wurde. Dabei wurden auch Einrichtungen für den Rangierfunk eingebaut. 1955 wurden beide Lokomotiven dann in Heidelberg stationiert, wo sie im Rangierdienst eingesetzt wurden. Nach neun Jahren in der Fremde kehrten sie 1964 auf ihre bayrische Stammstrecke zurück, wo sie bis zu ihrer Ausmusterung 1982 Dienst taten. Die 169 002 war viele Jahre lang die älteste Ellok der DB.
Um die zusätzlichen Einrichtungen der Indusi-Fahrzeuggeräte unterzubringen, musste bei Hauptuntersuchungen 1977 auf jeder Seite ein Seitenfenster verblecht werden: bei der 169 002 das jeweils rechte Fenster auf Seite 1 und 2 (26. Mai 1976) und bei der 169 003 das linke (bereits seit 1950er Jahren) und rechte Seitenfenster (29. Dezember 1976) auf Seite 1. Zudem unterscheiden sich die Lokomotiven an der Position der Handstangen. Bei der 169 002 liegen diese oberhalb der Vorbauten, bei der 169 003 dagegen seitlich an den Vorbauten.
Die Lokomotiven waren bis Mai 1981 für den Verkehr nach Oberammergau zuständig, die 169 002 fuhr im folgenden Sommerfahrplan 1981 noch ein Gmp-Paar zwischen Garmisch und Griesen, während die 003 als Ersatzlokomotive für die letzte Leistung, dem Güterzug nach Oberammergau (mit der 005 bespannt) diente. Die letzte Planeinsätze erfolgten am 25. September 1981 mit der 169 003 Murnau–Oberammergau–Murnau und am 26. September 1981 durch die 169 002 Garmisch–Griesen und zurück. Beide Lokomotiven blieben für Sonderzugeinsätze noch bis zum 29. Juni 1982 im Einsatzbestand, dann erfolgte die Ausmusterung.
Beide Lokomotiven existieren noch und befinden sich im Besitz des DB-Museums, wo sie optisch aufgearbeitet und wieder als E 69 beschriftet wurden. Sie waren bis zu seiner Auflösung im Bw Garmisch beheimatet und wurden von einer Freizeitgruppe des Bundesbahnsozialwerkes betreut.
- Die E 69 02 befindet sich in Fahrzeughalle 1 des DB-Museums Nürnberg. Die Lok ist technisch voll fahrfähig und grün lackiert.
- Die E 69 03 ist betriebsfähig und rot lackiert. Sie befand sich von 2000 bis 2008 als Leihgabe im Bayerischen Eisenbahnmuseum in Nördlingen. Seit März 2008 befindet sie sich im DB Museum in Koblenz-Lützel. Die Lokomotive hat Fristen bis 2026.

## Lok 4 „Johanna“ (E 69 04)
Zu Beginn der 1920er Jahre benötigte die LAG dringend eine leistungsfähige Güterzuglokomotive für die Strecke Murnau–Oberammergau. Siemens in Berlin lieferte 1922 eine zweiachsige Lokomotive mit einem recht eigenwilligen Aufbau. Sie hatte das Führerhaus am Fahrzeugende, davor befand sich ein langer, abgeschrägter Vorbau, auf den sich das weit vorgezogene Dach mit zwei Ständern abstützte. Der mechanische Teil der Lok stammt aus einer Hälfte der vierachsigen Siemens-Drehstrom-Versuchslokomotive, die 1902 für die Studiengesellschaft für Elektrische Schnellbahnen zum Einsatz auf der Drehstrom-Versuchsstrecke Marienfelde–Zossen gebaut worden war. Die elektrische Ausrüstung mit den beiden Tatzlagermotoren wurde jedoch neu entwickelt. Einen Eindruck des ungewöhnlichen optischen Erscheinungsbildes der Lokomotive bietet die gleichartige andere Hälfte der genannten Versuchslokomotive. Diese war bis 1988 als Werklok 3 bei der Siemens-Güterbahn in Berlin im Einsatz und befindet sich heute im Deutschen Technikmuseum Berlin.
Die Lokomotive erhielt 1929 einen Transformator-Überschlag mit Kabelbrand und wurde zunächst nur behelfsmäßig wieder ausgebessert. Nachdem die Schwesterlok LAG 5 im Jahr 1930 ausgeliefert wurde, stand sie einige Jahre abgestellt. 1934 wurde von Krauss-Maffei ein neuer Aufbau mit mittigem Führerhaus geliefert, der weitgehend dem der LAG 5 gleicht. Die elektrische Ausrüstung blieb bis zum Umbau für das 15-kV-Netz 1955 im AW München-Freimann unverändert. Die Lokomotive versah ihren Dienst bis zur Ausmusterung 1977. Abgestellt wurde sie voll funktionsfähig, weil sie als Ersatzteilspender für die beliebtere Schwestermaschine 169 003 dienen sollte. 
Danach wurde sie in München in der Arnulfstraße vor dem Bundesbahn-Zentralamt aufgestellt. Nachdem die Liegenschaft verkauft worden war, wurde die Lokomotive 1997 als Denkmal vor dem Bahnhof in Murnau aufgestellt. 2013 wurde der Anstrich der Lok erneuert und das Denkmal um einen historischen Fahrleitungsmast der Bahnstrecke Murnau–Oberammergau samt Oberleitung ergänzt. In den Sommermonaten ist die Lok an zwei Sonntagen pro Monat öffentlich zu besichtigen.
Im August 2023 wurde das Denkmal auf das benachbarte Gelände des ehemaligen Lokalbahnhofes versetzt.

## Lok 5 „Adolphine“ (E 69 05)
Als letzte und mit Abstand leistungsstärkste Lokomotive beschaffte die LAG im Jahre 1930 die Nr. 5 von Maffei und SSW für die Beförderung schwerer Güterzüge. Gegenüber den ersten vier Loks hat die LAG 5 wesentlich stärkere Tatzlagermotoren sowie einen längeren Achsstand und ist insgesamt länger. Das Führerhaus ist wesentlich geräumiger gestaltet; die dadurch relativ kurzen, aber hohen und nur wenig abgeschrägten Vorbauten lassen die Maschine bullig aussehen. Der ursprüngliche Stromabnehmer mit zwei Schleifstücken wurde später gegen einen Einheitsstromabnehmer ausgetauscht. Das Fahrzeug wurde als eine der ersten Elloks überhaupt mit einer serienmäßigen BBC-Sicherheitsfahrschaltung ausgeliefert. Die E 69 05 wurde im Sommer 1953 im AW München-Freimann als erste Lok der Baureihe auf 15 kV umgebaut und kehrte unmittelbar nach dem Wechsel des Stromsystems im Juni 1954  auf die Ammergaubahn zurück. Sie war seitdem zusammen mit der E 69 04 hauptsächlich im Güterzugdienst eingesetzt, den sie bis zu ihrer Ausmusterung im Jahr 1981 ohne Probleme versah.
Die 169 005 ist ebenfalls erhalten und befindet sich im Besitz des Bayerischen Localbahnvereins. Sie ist seit 2002 betriebsfähig und wurde 2004 mit PZB 90 für den Betrieb auf DB-Gleisen ausgerüstet. Nach der letzten Hauptuntersuchung kann sie bis Mitte der 2020er Jahre im Einsatz bleiben.